# Bomarea alstroemerioides
Bomarea alstroemerioides är en alströmeriaväxtart som beskrevs av Hofreiter och E.Rodr. Bomarea alstroemerioides ingår i släktet Bomarea och familjen alströmeriaväxter.
Artens utbredningsområde är Peru. Inga underarter finns listade i Catalogue of Life.